# No Problem (Chance the Rapper)
No Problem è un singolo del rapper statunitense Chance the Rapper, che vede la collaborazione di 2 Chainz e di Lil Wayne. Prodotto da Brasstracks, è stato pubblicato il 26 maggio 2016 ed è il secondo singolo estratto dal terzo mixtape del rapper Coloring Book. Il singolo è stato premiato con un Grammy del 2017 per la miglior interpretazione rap e ha ricevuto una nomination ai Grammy come miglior canzone rap.

## Critica
Il singolo ha ricevuto critiche entusiastiche: la rivista Rolling Stone nomina No Problem come una delle migliori trenta canzoni del 2016.
Billboard posiziona No Problem in tredicesima posizione nella lista delle 100 migliori canzoni pop del 2016. Pitchfork la inserisce al dodicesimo posto tra le migliori canzoni del 2016. Nell'annuale Pazz & Jop di The Village Voice, No Problem figura all'undicesimo posto tra le migliori canzoni del 2016.

## Classifiche

### Classifiche settimanali
| Classifica (2016)        | Posizione massima |
| ------------------------ | ----------------- |
| Canada                   | 94                |
| Stati Uniti              | 43                |
| US Hot R&B/Hip-Hop Songs | 14                |
| US R&B/Hip Hop Airplay   | 1                 |
| US Radio Songs           | 33                |
| US Hot Rap Songs         | 10                |
| US Rhythmic Songs        | 5                 |

### Classifiche di fine anno
| Classifica (2016) | Posizione massima |
| ----------------- | ----------------- |
| Stati Uniti       | 72                |